# Long Thành (district in Đồng Nai)
Long Thành is een district in de Vietnamese provincie Đồng Nai. Het ligt in het zuidoosten van Vietnam. Het zuidoosten van Vietnam wordt ook wel Dông Nam Bô genoemd.
Het district heeft een oppervlakte van 195 km² en telt 141.242 inwoners (2005).

## Administratieve eenheden
- Thị trấn Long Thành
- Xã An Phước
- Xã Bàu Cạn
- Xã Bình An
- Xã Bình Sơn
- Xã Cẩm Đường
- Xã Lộc An
- Xã Long An
- Xã Long Đức
- Xã Long Phước
- Xã Phước Bình
- Xã Phước Thái
- Xã Suối Trầu
- Xã Tam An
- Xã Tân Hiệp

## Bekende Vietnamezen geboren in Long Thành
- Bắc Sơn (1931-2005)